# Cyberforsvarets CIS-regiment
Das Cyberforsvarets CIS-regiment, CIS-regiment oder kurz CCS ist ein Regiment der norwegischen Cyberforsvaret, mit dem Hauptquartier in Kolsås. Das Regiment hat über 40 Standorte im ganzen Land verteilt, entsendet jedoch auch Personal außer Landes, insbesondere bei Auslandseinsätzen. Das Regiment unterstützt die norwegischen Streitkräfte bei der Kommunikation und IKT. Es verantwortet außerdem den Betrieb der Funkstationen der Streitkräfte, um mit Schiffen oder Flugzeugen zu kommunizieren. Es betreibt in Eggemoen ein Netzwerkzentrum und eine Satellitenkommunikation.
Im Jahr 2016 gründete das Regiment die F-35 CIS-skvadron, eine Cyber-Defence-Staffel für den F-35-Kampfjet. 2025 wurde diese Staffel dem 132 luftving der Norwegischen Luftwaffe übergeben.

## Kommandeure
| Name                     | von  | bis  | Bemerkungen                               |
| ------------------------ | ---- | ---- | ----------------------------------------- |
|                          | 2021 |      |                                           |
| Brigader Halvor Johansen | 2018 | 2021 | seit 2022 Befehlshaber der Cyberforsvaret |
|                          |      | 2018 |                                           |